# Rouellé

Rouellé este o comună în departamentul Orne, Franța. În 1 ianuarie 2018 avea o populație de 189 de locuitori.